# Stefan Lövgren
Stefan Lövgren (ur. 21 grudnia 1970 w Partille) – szwedzki piłkarz ręczny. Występował na pozycji środkowego rozgrywającego. Trzykrotnie został uznany za najlepszego piłkarza ręcznego roku w Szwecji: 1996, 2001, 2003. W 2006 zakończył reprezentacyjną karierę, w reprezentacji zagrał 268 meczów i zdobył 1138 bramek. Karierę sportową zakończył w 2009.

## Kluby
- Skepplanda BTK
- 1993-1998  Redbergslids IK Göteborg
- 1998-1999 TV Niederwürzbach
- 1999-2009  THW Kiel

## Sukcesy

### Klubowe
- 1993/1995:  Mistrzostwo Szwecji z Redbergslids IK Göteborg
- 1994/1995:  Mistrzostwo Szwecji z Redbergslids IK Göteborg
- 1995/1996:  Mistrzostwo Szwecji z Redbergslids IK Göteborg
- 1996/1997:  Mistrzostwo Szwecji z Redbergslids IK Göteborg
- 1997/1998:  Mistrzostwo Szwecji z Redbergslids IK Göteborg
- 1999/2000:  Mistrzostwo Niemiec z THW Kiel
- 1999/2000:  Puchar Niemiec z THW Kiel
- 2001/2002:  Mistrzostwo Niemiec z THW Kiel
- 2001/2002:  Zwycięstwo w Pucharze EHF z THW Kiel
- 2003/2004:  Zwycięstwo w Pucharze EHF z THW Kiel
- 2004/2005:  Mistrzostwo Niemiec z THW Kiel
- 2004/2005:  Superpuchar Niemiec z THW Kiel
- 2005/2006:  Mistrzostwo Niemiec z THW Kiel
- 2005/2006:  Puchar Niemiec z THW Kiel
- 2006/2007:  Mistrzostwo Niemiec z THW Kiel
- 2006/2007:  Zwycięstwo w Lidze Mistrzów z THW Kiel
- 2007/2008:  Superpuchar Niemiec z THW Kiel
- 2007/2008:  Puchar Niemiec z THW Kiel
- 2007/2008:  Finalista Ligi Mistrzów z THW Kiel
- 2007/2008:  Mistrzostwo Niemiec z THW Kiel
- 2008/2009:  Superpuchar Niemiec z THW Kiel
- 2008/2009:  Puchar Niemiec z THW Kiel
- 2008/2009:  Finalista Ligi Mistrzów z THW Kiel

### Reprezentacyjne
- 1994, 1998, 2000, 2002:  Mistrzostwo Europy z reprezentacją Szwecji
- 1996, 2000:  Srebrny medal igrzysk olimpijskich z reprezentacją Szwecji
- 1999:  Mistrzostwo świata z reprezentacją Szwecji
- 1997, 2001:  Wicemistrzostwo świata z reprezentacją Szwecji
- 1995:  Brązowy medal mistrzostw świata z reprezentacją Szwecji

## Nagrody indywidualne, Wyróżnienia
- 1996, 2001, 2002: Najlepszy piłkarz ręczny roku w Szwecji
- 1999, 2001: MVP mistrzostw świata
- 2000: Najlepszy środkowy rozgrywający igrzysk olimpijskich
- 2002: Najlepszy środkowy rozgrywający mistrzostw świata